# Olympische Sommerspiele 1924/Kunstwettbewerbe
Bei den VIII. Olympischen Sommerspielen 1924 in Paris wurden fünf Kunstwettbewerbe in den Bereichen Baukunst, Literatur, Musik, Malerei sowie Bildhauerkunst ausgetragen.

## Baukunst
| Platz | Land | Künstler                  | Werk                      |
| ----- | ---- | ------------------------- | ------------------------- |
| 1     |      | nicht vergeben            |                           |
| 2     | HUN  | Alfréd Hajós Dezső Lauber | „Plan eines Stadions“     |
| 3     | MON  | Julien Médecin            | „Stadion für Monte Carlo“ |

## Musik
| Platz | Land | Künstler       | Werk |
| ----- | ---- | -------------- | ---- |
| 1     |      | nicht vergeben |      |
| 2     |      | nicht vergeben |      |
| 3     |      | nicht vergeben |      |

## Malerei
| Platz | Land | Künstler                            | Werk                 |
| ----- | ---- | ----------------------------------- | -------------------- |
| 1     | LUX  | Jean Jacoby                         | „Sportstudien“       |
| 2     | IRL  | Jack Yeats                          | „Schwimmen“          |
| 3     | NED  | Johannes Gerardus Diederik van Hell | „Schlittschuhläufer“ |

## Bildhauerkunst
| Platz | Land | Künstler               | Werk                      |
| ----- | ---- | ---------------------- | ------------------------- |
| 1     | GRE  | Konstantin Dimitriadis | „Finnischer Diskuswerfer“ |
| 2     | LUX  | François Heldenstein   | „Nach Olympia“            |
| 3     | FRA  | Claude-Léon Mascaux    | „7 Sportmedaillen“        |
|       | DEN  | Jean Rene Gauguin      | „Boxer“                   |